# Wilmer Velásquez
Wilmer Reinel Neal Velásquez (n. Tela, Atlántida, Honduras; 28 de abril de 1972) es un exfutbolista de nacionalidad hondureña. Su retiro se concretó en el Club Deportivo Olimpia. Se desempeñó como Diputado del Congreso Nacional por el partido Nacional desde el periodo 2010-2014 hasta el 2018-2022.

## Biografía
Wilmer Velásquez es el máximo goleador del fútbol hondureño de todos los tiempos con 196 goles. Este récord lo obtuvo jugando únicamente para el Club Deportivo Olimpia de Tegucigalpa, donde también ganó varios campeonatos de Liga.
Velásquez es originario de la comunidad San Alejo, municipio de Tela, y comenzó su carrera jugando para la escuela de la Tela Railroad Company. Posteriormente participó con el colegio San Antonio con el cual, Wilmer tuvo la oportunidad de coronarse campeón en tres oportunidades, bajo las órdenes del conocido entrenador catracho: Wasco López.
El 21 de enero de 1990 se trasladó desde Tela hacia la capital de la república para enrolarse en el Club Deportivo Olimpia, equipo con el cual ha jugado la mayor parte de sus 17 años de carrera profesional, y en donde aseguró haber soñado jugar desde que era un niño.
El debut oficial de Wilmer fue el; 1 de noviembre de 1990 en el partido que el Club Deportivo Olimpia le ganó al Club Deportivo Platense por 1-0 en el Estadio Tiburcio Carías Andino. Su primer gol se lo anotó al Club Deportivo Motagua el 23 de enero de 1992 en un partido que el ‘Viejo León’ le ganó a su más enconado rival por 2-0 siendo expulsado a los 8 segundos de a ver debutado
El 20 de mayo de 1996; Wilmer Velásquez pasó a formar parte del Deportes Concepción de Chile, donde anotó varios goles. Luego de su paso por tierras andinas, el ’Matador' regresó al Olimpia y el 29 de junio de 1997 se coronó campeón con su equipo; anotando dos de los goles con el cual, el 'León' derrotó al Club Deportivo Platense por 3-0.
El 13 de febrero de 1999 Wilmer se fue a probar suerte a Brasil donde participó con el Sport Club do Recife. En ese club, el ‘Matador’ tuvo muy poca participación por lo que regresó al Club Deportivo Olimpia, el 4 de junio de ese mismo año.
Para la temporada de 1999 en Liga Nacional, Velásquez se coronó campeón goleador por tercera vez, al haber anotado la cantidad de 12 goles.
Luego; el 15 de marzo del 2001, salió rumbo a México para enrolarse en el Club Atlas de Guadalajara. En ese entonces; este club, era dirigido por el técnico argentino Ricardo Antonio Lavolpe quien protestó a la directiva la contratación de Velásquez.
Por esta situación, el ‘Matador’ tuvo que conformarse con entrar de cambio en la mayoría de partidos del campeonato, lo que le llevó a tener una actuación irregular, anotando un par de goles y regresando a los 6 meses.
A su regreso con el Olimpia, Velásquez anotó su gol número 100 el 31 de octubre del 2001 ante la Universidad. Posteriormente en el juego de ida de la gran final ante el Club Deportivo Platense, el ‘Matador' se hizo presente en el marcador, ayudando a su equipo a ganar un nuevo título nacional.
En los años posteriores; Wilmer Velásquez siguió anotando de forma continua. Esta consistencia lo llevó a marcar su gol número 150.
Por esta demostrada capacidad goleadora; el ‘Matador’ Velásquez logró en ubicarse en el segundo lugar en la lista de goleadores a nivel mundial en el 2005, detrás del brasileño Adriano Leite Ribeiro. Este logro; fue premiado el 18 de noviembre del 2006 por la Federación de Fútbol de Historia y Estadísticas de la FIFA.
Luego de superar la marca de los 154 goles en el 2006, Wilmer Velásquez se convirtió en el máximo anotador catracho de todos los tiempos, superando al Honduro-brasileño; Denilson Costa.
Además de contar con una envidiable marca personal, Wilmer Velásquez ha contribuido en gran manera; para que el Olimpia llegáse a disputar varias finales de la Copa Interclubes de la UNCAF. En dichos torneos; el Olimpia se adjudicó la corona en un par de oportunidades.
A nivel local, y entre los años del 2005 y el 2006, Wilmer tuvo la fortuna de ganar con el club 'Albo', el tricampeonato de la Liga Nacional de Fútbol de Honduras, empatando así la marca que tenía el Real Club Deportivo España de San Pedro Sula.
Al final del torneo Clausura 2007-2008, Wilmer anotó el gol con el cual, el C.D. Olimpia venció al C.D. Marathon de San Pedro Sula logrando así el título número 21 de Liga. A nivel individual, el 'Matador' logró su cuarto título de goleo (10) y empató la marca que sostenida por el argentino Luis Oswaldo Altamirano y el brasileño: Luciano Emilio.
En enero del 2009, Wilmer Velásquez reveló que el Clausura 2008-2009 sería su última competencia como futbolista activo.

## Selección nacional
Durante su extensa carrera de futbolista; Wilmer Velásquez tuvo la oportunidad de participar con la selecciones de Honduras, en casi todas las categorías.
En el año 1990 integró la selección sub. 20. Para las eliminatorias olímpicas de la CONCACAF en 1991; Velásquez integró la selección sub.23 que dirigió Flavio Ortega rumbo a los Juegos Olímpicos de Barcelona de 1992. En esta eliminatoria, el ‘Matador' se hizo presente en el marcador anotándole goles a Guatemala, México, Surinam y Canadá.
El debut oficial de Wilmer Velásquez con la selección mayor, fue el 16 de abril de 1997 durante la Copa UNCAF de Guatemala. En esa oportunidad, Velásquez le anotó un par de goles a Panamá, y al final; se adjudicó el título de goleo de ese torneo centroamericano.
En 1998; Wilmer Velásquez integró la selección de fútbol de Honduras que participó en la Copa de Oro de la CONCACAF celebrada en Oakland, California. En aquella ocasión, Honduras dirigida por el técnico peruano Miguel Company, enfrentó a México y a Trinidad y Tobago pero fue eliminada en la primera ronda. Wilmer, no se hizo presente en el marcador.
Después de esta participación con la selección mayor, pasaron varios años, sin que el ‘Matador’ integrara el combinado nacional. Su regreso se dio el 25 de abril del 2003, cuando el profesor Edwin Pavón lo convocó para enfrentar un repechaje ante Martinica y Trinidad y Tobago rumbo a la Copa de Oro de la CONCACAF del 2003 a celebrarse en México.
Su regreso fue satisfactorio; al anotarle goles al anfitrión Martinca y a la selección de fútbol de Trinidad y Tobago. Con ello, Wilmer contribuyó para que la selección de fútbol de Honduras lograse uno de los dos boletos en disputa, al torneo regional.
Después de la Copa de Oro de la CONCACAF en el 2003 donde Honduras tuvo una 'no muy buena participación' al ser eliminada por Brasil y México, Wilmer integró la selección que dirigió José de la Paz Herrera en la Copa UNCAF de Guatemala, rumbo a la Copa Oro del 2005.
En ese torneo; Velásquez fue pieza fundamental junto a Milton Núñez en la delantera, para que Honduras llegara a disputar el título contra la selección de fútbol de Costa Rica.
Al final; Honduras tuvo que conformarse con el subcampeonato, al perder ante los 'ticos' por la vía de los penales. Mientras que el ‘Matador,’ se fue con la satisfacción, de llevarse otro título de goleo a casa.
Después de lograr la clasificación, Wilmer Velásquez también participó con la selección nacional en la Copa Oro del 2005. En ese torneo; Honduras tuvo una muy buena participación; logrando el tercer lugar de la competencia, luego de perder en semifinales ante la selección de fútbol de los Estados Unidos por 2-1.
Para Velásquez este torneo de la Copa Oro, fue la revancha; ya que después de tres participaciones éste, finalmente se hizo presente en el marcador, anotándole goles a Colombia y a Costa Rica en los partidos que Honduras les venció por 2-1 y 3-2 respectivamente.
El último torneo regional en el cual Wilmer Velásquez vio acción, fue durante la Copa UNCAF del 2007; valedero por las eliminatorias rumbo a la Copa Oro del mismo año. Allí, Honduras tuvo una actuación irregular clasificando quinto, luego de vencer a la selección de fútbol de Nicaragua por el abultado marcador de 9 goles por uno.
Wilmer Velásquez marcó cuatro de los nueve goles; lo que fue suficiente para que el ‘Matador,’ se adjudicara su tercer título de goleo, en ese torneo clasificatorio centroamericano.

### Goles con Selección nacional
Wilmer Velásquez anotó 2 goles con la selección mayor:
- 0= Nicaragua
- 0 = Panamá
- 1 = El Salvador
- 0 = Costa Rica, Trinidad y Tobago y Japón
- 2 = Martinica y Colombia
- 0 = Ecuador, San Vicente, Venezuela, Guatemala, Belice y Canadá

## Clubes
| Club                   | País     | Año       |
| ---------------------- | -------- | --------- |
| Club Deportivo Olimpia | Honduras | 1990-1996 |
| Deportes Concepción    | Chile    | 1996      |
| Club Deportivo Olimpia | Honduras | 1997-1998 |
| Sport Recife           | Brasil   | 1999-2001 |
| Atlas de Guadalajara   | México   | 2001-2006 |
| Club Deportivo Olimpia | Honduras | 2006-2010 |

## Palmarés

### Campeonatos nacionales
| Título        | Club                   | País     | Año |
| ------------- | ---------------------- | -------- | --- |
| Liga Nacional | Club Deportivo Olimpia | Honduras | 1992, 1995, 1997, 1999, Cl.2000-2001 Ap.2002-2003 Cl.2003-2004 Ap.2005-2006 Cl.2005-2006 Ap.2006-2007-Cl.2007-2008 |

 premio al jugador más valioso de Honduras

### Copas internacionales
| Título                                           | Equipo (*)                      | País     | Año  |
| ------------------------------------------------ | ------------------------------- | -------- | ---- |
| Copa Interclubes de la UNCAF                     | Club Deportivo Olimpia          | Honduras | 1999 |
| Copa Interclubes de la UNCAF                     | Club Deportivo Olimpia          | Honduras | 2000 |
| Subcampeonato de la Copa UNCAF                   | selección de fútbol de Honduras | Honduras | 2005 |
| Subcampeonato de la Copa Interclubes de la UNCAF | Club Deportivo Olimpia          | Honduras | 2005 |
| Subcampeonato de la Copa Interclubes de la UNCAF | Club Deportivo Olimpia          | Honduras | 2006 |

(*) Incluyendo la selección

### Distinciones individuales
- 1997 Título de Goleo-Copa UNCAF 1997
- 1998 Título de Goleo-Liga Nacional de Fútbol de Honduras
- 1998 Título de Goleo-Liga Nacional de Fútbol de Honduras
- 1999 Título de Goleo-Liga Nacional de Fútbol de Honduras
- 2005 Título de Goleo-Copa UNCAF 2005
- 2005 2.º. Lugar en anotaciones de ligas a nivel mundial según la Federación de Fútbol de Historia y Estadísticas, FIFA.
- 2006 Máximo anotador de la Liga Nacional de Fútbol de Honduras de todos los tiempos con más de 196 goles.
- 2006 Sub-título de Goleo-Liga Nacional de Fútbol de Honduras
- 2007 Título de Goleo-Copa UNCAF 2007
- Cl.2007-2008 Título de Goleo-Liga Nacional de Fútbol de Honduras